# ملانی گرساید-وایت
ملانی گرساید-وایت (انگلیسی: Melanie Garside-Wight؛ زادهٔ ۱۱ اوت ۱۹۷۹) بازیکن فوتبال اهل بریتانیا است.
از باشگاه‌هایی که در آن بازی کرده‌است می‌توان به باشگاه فوتبال زنان منچستر سیتی اشاره کرد.
وی همچنین در تیم ملی فوتبال زنان انگلستان بازی کرده‌است.